# Samantha Smith (activiste)

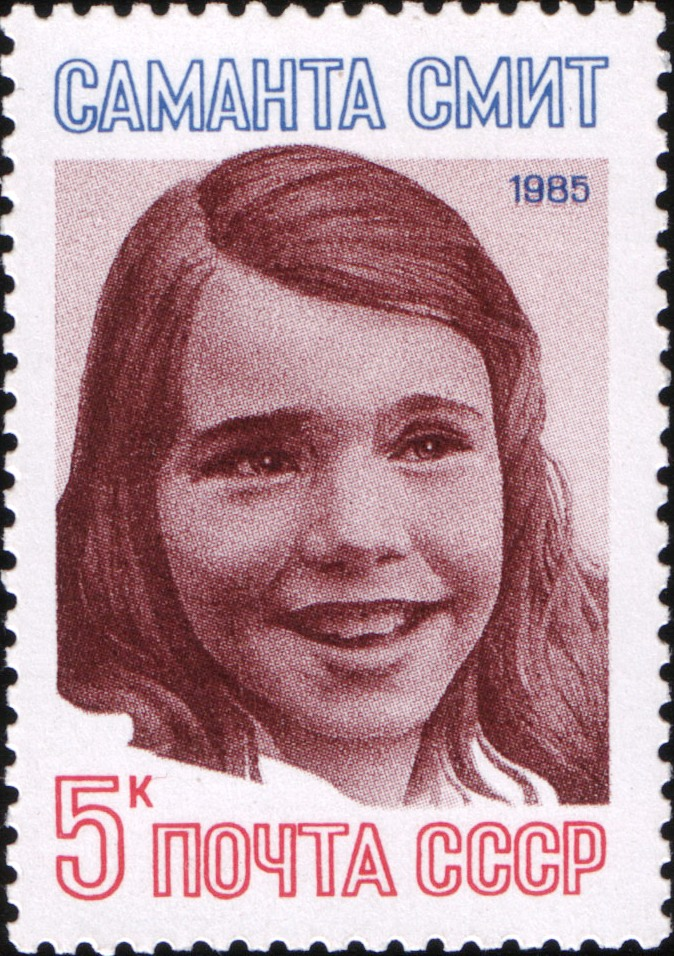
Een Sovjet-postzegel uit 1985

Samantha Reed Smith (Houlton (Maine), 29 juni 1972 – Lewiston-Auburn (Maine), 25 augustus 1985) was een Amerikaanse scholiere uit Manchester (Maine) die bekendheid kreeg als goodwillambassadrice tijdens de Koude Oorlog.
In november 1982 schreef Smith als tienjarige een brief aan de secretaris-generaal van de Communistische Partij van de Sovjet-Unie Joeri Andropov waarin ze haar zorgen uitte over een mogelijke kernoorlog tussen de Verenigde Staten en Sovjet-Unie. Haar brief werd gepubliceerd in de Pravda, maar ze ontving geen antwoord. Smith stuurde vervolgens een bericht naar de Russische ambassadeur in Amerika om te vragen of Andropov van plan was te antwoorden en op 26 april 1983 ontving ze een respons van Andropov met een uitnodiging hem in Moskou te komen opzoeken. Een mediacircus volgde en Smith werd onder meer geïnterviewd door Johnny Carson. Op 7 juli 1983 vloog Smith met haar ouders naar Moskou en verbleef daar twee weken als Andropovs gast. Later schreef Smith een boek over haar verblijf in Moskou getiteld Journey to the Soviet Union.
Smith werd door de media-aandacht een beroemdheid en in 1984 presenteerde ze een speciale kinderaflevering op Disney Channel getiteld Samantha Smith Goes To Washington... Campaign '84, waarin ze kandidaten voor de Amerikaanse presidentsverkiezingen interviewde, zoals George McGovern en Jesse Jackson. In 1985 acteerde ze in de serie Lime Street.
Smith en haar vader kwamen op 25 augustus 1985 om het leven toen hun vliegtuig bij een landing in aanraking kwam met een aantal bomen.